# Échange de logements
 (avril 2008).
Si vous disposez d'ouvrages ou d'articles de référence ou si vous connaissez des sites web de qualité traitant du thème abordé ici, merci de compléter l'article en donnant les références utiles à sa vérifiabilité et en les liant à la section « Notes et références ».
L'échange de logements est une formule de voyage et de vacances, née dans les années 1950, qui consiste en un troc de logements entre deux familles.

## Historique
Les premiers échanges de maisons sont imaginés au début des années 1950 par des enseignants et syndicats d'enseignants qui souhaitent mieux profiter de leurs longues périodes de congés d'été. C'est en 1953 que ces échanges sont organisés aux États-Unis d'un côté, par David Ostroff, un enseignant new-yorkais et en Europe de l'autre par A. Lehmann (professeur en Suisse) et G.J. Beltman  (originaire des Pays-Bas),. Le premier réseau deviendra HomeLink, le second InterVac, deux des principales plateformes toujours en activité
Depuis cette période, les organismes spécialisés dans la mise en relation de candidats à l'échange de maisons se sont multipliés. À l'origine, les propositions d'échanges étaient publiées dans des catalogues imprimés. Avec l'avènement d'Internet, ces publications ont progressivement été abandonnées au profit de catalogues en ligne.

## Fonctionnement
Pour réaliser un échange, les personnes s'inscrivent generalement auprès d' une société intermédiaire specialuséee, aujourd'hui dotée d'un site internet. Ce type de site permet l'échange d'appartement, de maison ou de résidence de vacances. Il n'est pas impératif que les deux logements soient de même nature ou de même standing.
Les partenaires d'échanges correspondent principalement par courrier électronique, puis par téléphone pour régler certains détails, et se mettent d'accord sur la période, la durée et les modalités de l'échange.
Il est possible de réaliser un échange que l'on soit propriétaire ou locataire, le logement échangé pouvant être une maison, un appartement, un studio, une résidence secondaire ou même une maison mobile.
L'échange de maisons est très souvent associé à un échange de voitures, et il est également possible de réaliser des échanges d'hospitalité.

## Sites d'échange de logements
De nombreux sites d'échange d'habitation existent et l'utilisateur peut choisir en fonction de la spécialité de chaque site. Ainsi, certains sites sont destinés uniquement aux logements en France, d'autres principalement aux logements familiaux, aux enseignants ou aux chercheurs, et d'autres sites se sont spécialisés dans le logement haut de gamme.
Les principaux sites d'échange de logements en 2023 sont:
- SwitchHome
- HomeLink
- Intervac
- HomeExchange
- Echangersamaison

La grande majorité de ces sites nécessite de payer une adhésion annuelle (dont le montant est généralement de 100 à 150 €)pour utiliser leur plateforme.

### Intervac
Une des deux premières plateformes d'échange de logement créée dans le monde. Intervac reste aujourd'hui un acteur de référence, notamment sur la zone européenne d'où elle est originaire. Le siège de Intervac International se situe à Stockholm. 

### HomeLink
Seconde des deux pionières du secteur, HomeLink propose des annonces sur l'ensemble de la planète. Le site est oppéré par HomeLink International Associates, une association à but non lucratif basée à Bruxelles. 

### HomeExchange
Créé en 1992, cette plateforme est aujourd'hui un des principaux acteurs du secteur. Son siège se situe aux États-Unis, dans l'État du Massachusetts.

## Dans la fiction
- The Holiday, une comédie romantique américaine sortie en 2006 dans laquelle, voulant passer Noël le plus loin possible en raison de déceptions sentimentale, deux femmes font connaissance grâce à une plateforme d'échange de maison sur Internet et décident de passer leurs vacances l'une chez l'autre pendant deux semaines.
- Changement de décor, un roman de l'écrivain britannique David Lodge (1975) qui raconte l'histoire de deux professeurs d'université qui échangent leurs postes et leurs maisons pour une durée de six mois.

## Chiffres
Les Français représentent une partie importante des utilisateurs des plateformes d'échange de logement,.  
Les principales plateformes revendiquent 100 000 utilisateurs et 700 000 nuitées annuelles. 